# Pétalos al viento
Pétalos en el viento es una novela escrita por V. C. Andrews en 1980. Es el segundo libro de la  Serie Dollanganger. La línea de tiempo transcurre desde el escape exitoso de los hermanos, en noviembre de 1960, hasta el otoño de 1975. El libro, al igual que los demás de la serie, fue número uno y estuvo entre los más vendidos en Estados Unidos a principios de 1980. En 2014 fue adaptado como película para la televisión.

## Argumento
Pétalos al viento se inicia justo después del anterior libro  Flores en el ático, cuando Cathy, Chris y Carrie viajan en autobús a Florida después de escapar de Foxworth Hall. Todavía débiles por los efectos del veneno que mató a su gemelo Cory, Carrie enferma en el autobús y los demás pasajeros se quejan. De repente, Henrietta "Henny" Haya, una gran mujer muda afroamericana, los ayuda y los lleva a la casa de su empleador, de 40 años de edad, el viudo Dr. Paul Sheffield de Clairmont, quien reside en Carolina del Sur. Al principio, los niños se niegan a revelar sus identidades, pero cuando Cathy está convencida de que el Dr. Paul realmente se preocupa y podría ser capaz de ayudarlos, le cuenta su trágica historia, en la cual ella y sus hermanos estuvieron encerrados por tres largos años y fueron envenenados por su malvada madre y abuela. El doctor los convence para quedarse bajo su tutela y, así, solicita y finalmente recibe la custodia de ellos.
A pesar de que todos prosperan bajo el cuidado de Paul y Henny y comienzan a cumplir sus sueños (Chris se dirige a una escuela preparatoria para entrar en la Universidad y luego ingresa en la facultad de medicina, mientras que Cathy ingresa en una escuela de ballet local y luego en una de la ciudad de Nueva York), Cathy sigue estando amargada y sedienta de venganza contra su madre, al verla como la raíz de todo lo malo que hay en sus vidas: en primer lugar, la angustia de Carrie provocada por el encierro y por la muerte de Cory y su propio fracaso para crecer adecuadamente, con los problemas sociales que esto causa; en segundo lugar, la relación incestuosa de Cathy con Chris. En efecto, Cathy se siente todavía profundamente atraída por Chris, incluso cuando rechaza sus provocaciones e insiste en que ella solo lo ama como un hermano y él debe encontrar a alguien más para el amor.
Cathy sabe que ella también tiene que encontrar a alguien más, y con el tiempo ella se enamora de Paul y se convierten en amantes y planean casarse, para consternación de Chris. El deseo de Cathy de estar con Paul aumenta en gran medida cuando él le cuenta la historia de su esposa Julia, y cómo ella había ahogado a su hijo Scotty y a sí misma después de que Paul le hubiese confesado una aventura. Todo parece irles bien a Cathy y a Paul, pues anuncian su compromiso y su compañía de ballet comienza a hacer representaciones en Nueva York. Sin embargo, al finalizar una actuación, Cathy recibe la visita de Amanda, hermana de Paul, que le hace creer a Cathy que Julia está todavía viva, y le dice lisa y llanamente que ella sabe que Cathy abortó el hijo que había concebido con Chris. Cathy recuerda entonces la fuerte hemorragia que sufrió durante una audición de ballet y piensa que sus temores no eran infundados y que, en efecto, había sufrido un aborto involuntario del fruto de una noche en el ático Foxworth Hall. Devastada, Cathy se echa en brazos de un hombre de su compañía de baile, Julián Marquet, que había estado persiguiéndola desde el día en que se conocieron, y se compromete a casarse con él inmediatamente. Cuando regresa a Carolina del Sur lo hace ya como la señora de Julian Marquet. Solo entonces confronta con Paul lo que le ha dicho Amanda y se entera de que, en el momento en que conoció a Paul, Julia todavía estaba viva, aunque en un permanente estado vegetativo, pero ya había muerto alrededor de la época en que Cathy y Paul habían intimado. Paul también insiste en que Cathy no había sufrido un aborto, pero ella todavía no está segura de eso y, además, se da cuenta de que le acaba de revelar a Paul que ella y Chris habían cometido incesto mientras estaban encarcelados. Paul le asegura a Cathy que sigue amándola y ella sabe que también lo ama a él y que ha cometido un error al casarse con Julian, pero siente que debe quedarse con él y honrar sus votos.
Esto es algo difícil de mantener casi desde el principio: Julian es un marido posesivo y celoso de la relación de Cathy con Paul y Chris. Abusa de ella, la engaña y le prohíbe verlos. Debe incluso escapar para ver a Chris graduarse de la escuela de medicina. Cuando regresa con Julian, discuten y éste le rompe los dedos del pie para que no pueda bailar. Corriendo a su rescate, Chris quiere llevársela, pero Cathy ha descubierto que está embarazada y le dice a Chris que ama a Julian y que quiere hacer funcionar su matrimonio, pese a que ambos, Paul y Chris, insisten en que debe alejarse por su propia seguridad. Pronto Cathy recibe una llamada telefónica; Julian ha quedado gravemente herido en un accidente de coche. En el hospital se entera de que está paralizado, al menos temporalmente. Ella le dice que lo ama y le anuncia que está embarazada, pero él se suicida en el hospital, creyendo que nunca más va a poder bailar. Aunque se siente culpable y agobiada, Cathy por fin es libre.
Después de que Cathy da a luz a su hijo, Julian Janus "Jory" Marquet, se vuelve más decidida a destruir la vida de su propia madre. Se traslada junto con Carrie y Jory a Virginia, no lejos de Foxworth Hall. Bajo el pretexto de cobrar el seguro de Julian, contrata a Bartolomé Winslow- el segundo esposo su madre -como su abogado, con la intención de seducirlo y, finalmente, revelar su verdadera identidad como hija de su esposa Corrine.
Mientras tanto, Carrie conoce a un joven llamado Alex y disfruta de un dulce noviazgo hasta que él le dice que planea ordenarse sacerdote. Asustada, recordando a su abuela Olivia que decía a los niños que eran la "semilla del diablo", compra rosquillas y arsénico e intenta suicidarse para poder reencontrarse con su difunto hermano Cory. En el hospital, Cathy le dice a Carrie que Alex no va a hacerse pastor si eso le molesta tanto, pero Carrie le cuenta otra razón más por la que ha intentado suicidarse: había visto a Corrine, su madre, en la calle y había corrido hacia ella, pero su madre la había rechazado, aumentando aún más su convicción de que debía de ser indigna y había algo maligno en ella. Tras morir Carrie, Cathy, devastada, se muestra aún más decidida a vengarse de su madre, y pronto se le ocurre un plan para chantajearla junto con el robo de su joven y atractivo marido Bart.
Cuando Chris se entera del plan de Cathy, le da un ultimátum: debe renunciar al plan o  nunca volverán a tener contacto. Cathy se niega a escuchar y sigue con su plan. Aunque inicialmente quería centrarse únicamente en la venganza, acaba enamorándose de Bart, y el amor es mutuo. Un día se cuela en Foxworth Hall y localiza a su abuela, que ha sufrido un derrame cerebral y está inválida. Cathy se burla y arremete contra su abuela, derramando su ira por la muerte de Cory y de Carrie en particular, pero al final se siente culpable y huye de la mansión. La siguiente vez que ella y Bart se reúnen, éste le cuenta que "alguien" ha atacado a su inválida suegra. Cathy y Bart continúan su romance y se da cuenta de que ella está embarazada de Bart. Considera que esto será un golpe demoledor a Corrine, puesto que ella no puede darle hijos a Bart, ya que, si lo hiciera, en virtud del testamento de su padre, debería renunciar a su vasta herencia. Bart, por su parte, se debate entre su deseo de seguir casado con Corrine y su deseo de ser padre. De momento, se las arregla para que Cathy deje de enviar cartas de chantaje a Corrine.
Cathy vuelve a Foxworth Hall el día de Nochebuena, toda vestida para el baile de Navidad Foxworth, con una réplica del vestido que Corrine había llevado a la fiesta de Navidad que, en su día, Cathy y Chris habían espiado durante su cautiverio. Visita la sala donde ella y sus hermanos habían sido encerrados y descubre que permanece intacta. Al filo de la medianoche, aparece en el salón de baile y cuenta toda la verdad a Bart y a los invitados a la fiesta. Bart coge a Cathy y a Corrine y las lleva a la biblioteca, donde está sentada la abuela Olivia. Al principio Bart piensa que Cathy está mintiendo pero, una vez que ha escuchado toda la historia de Cathy, se enfrenta a Corrine, quien expone su versión de los hechos, alegando ser víctima porque su padre había sabido que tenía nietos: él sabía que estaban escondidos en su casa y quería que murieran en cautiverio. Corrine dice que ella había dado a sus hijos arsénico para hacerlos enfermar gradualmente y, de este modo, poder sacarlos uno por uno,. En cuanto hubiesen estado a salvo, fuera de la casa, les habría dicho a sus padres que habían muerto en el hospital. Bart está visiblemente disgustado y Cathy, que no se cree la historia de su madre, exige saber qué pasó con el cuerpo de Cory, pues no había certificados de defunción emitidos para un chico de su edad el mes de su muerte. Corrine dice que escondió el cuerpo en un barranco, pero Cathy dice que encontró una pequeña habitación que desprendía un extraño olor a humedad, y acusa a su madre de haber escondido el cuerpo de Cory allí. Corrine se la queda mirando en estado de shock; cuando Chris irrumpe de repente en la biblioteca, Corrine lo ve como el fantasma de su padre, su primer marido. Sufre tal colapso mental que prende fuego a Foxworth Hall. Ella, Chris y Cathy escapan, pero Bart y Olivia quedan atrapados y mueren en el incendio. Corrine es transferida a una institución mental y, en un giro del destino, la herencia a la que Corrine habría tenido que renunciar revierte en su madre Olivia, cuya última voluntad había sido que su hija recibiese todo.
Chris se lleva a Cathy de Foxworth Hall, apremiándola para que se encuentren con Henny y Paul. Henny había tenido un derrame cerebral, y al tratar de ayudarla, Paul había sufrido un infarto masivo. Cathy vuelve con Paul, se casa con él y, cuando da a luz a un segundo hijo, lo bautiza como Bart, por su padre biológico. Pero Paul muere cuando Bart Jr. es todavía muy joven; en su lecho de muerte anima a Cathy estar con Chris, que la ha esperado y amado durante todos estos años. Cathy, al darse cuenta de que Chris era el más adecuado para ella todo el tiempo y que ella todavía lo ama, está de acuerdo. Cathy y Chris se mudan a California con los dos niños y viven como la familia Sheffield. Cathy teme en secreto lo que ocurrirá si su secreto sale a la luz, y termina el libro afirmando que ha estado teniendo pensamientos extraños sobre el ático de su casa, añadiendo que ha puesto dos camas individuales arriba.

## Personajes
- Julián Marquet: el marido de Cathy. Es un bailarín talentoso. Es muy cruel con Cathy, abusa físicamente de ella, le es infiel y le prohíbe ver a Chris y Paul. Queda herido en un accidente de coche con Yolanda y pierde su habilidad para bailar. A pesar de que Cathy estaba embarazada de su hijo, él se suicida después de enterarse de que nunca más volverá a bailar.

- Julian "Jory" Janus Marquet: el primer hijo de Cathy, engendrado por Julian. Es el orgullo y la alegría de Cathy, debido a sus brillantes habilidades para el baile y a su belleza. Se parece a su padre, pero es más amable y gentil como Chris. Tiene el temperamento feroz de su padre, pero nunca es violento y le encanta Chris como padre.

- Yolanda Lange: compañera de habitación de Cathy en la Academia de Ballet y su rival por Chris y Julian. Ella y Cathy se odian profundamente. Cathy, que se siente que Chris es demasiado bueno para Yolanda, se entristece al saber que Chris y Yolanda son amantes, pero no le importa cuando Julián y Yolanda se convierten en amantes. Muere en el accidente de coche que paraliza Julian.

- Paul Sheffield: es un médico que vive en Clairmont. Se convierte en el tutor legal de los hijos Dollanganger. Proporciona los medios para que Chris vaya a la escuela de medicina; Cathy, a la escuela de ballet; y Carrie, a una escuela privada cara. Se casa con Cathy hacia el final del libro y, después de haber sufrido ataques cardíacos previos, muere tranquilamente mientras dormía un par de años más tarde.

- Amanda Sheffield (Biddens): hermana mayor de Paul. Es una mentirosa y una intrigadora, que desaprueba el compromiso entre Paul y Cathy a causa de su diferencia de edad. Para separarlos, le dice a Cathy que la primera esposa de Paul sigue viva.

- Julia Sheffield: primera esposa de Paul y madre de su hijo Scotty. Era frígida y rechazaba mantener relaciones sexuales con Paul, aunque le exigía que le fuera fiel. Para castigar a Paul por tener un romance, Julia asesina a Scotty ahogándolo en un río. Ella trató de ahogarse también, pero fue llevada a un hospital en estado de coma, donde murió más tarde.

- Scotty Sheffield: hijo de Paul y Julia; asesinado por Julia.

- Bart Sheffield: segundo hijo de Cathy, al que engendró con su padrastro, Bart Winslow. Envidia a su hermano mayor Jory, a quien Cathy parece preferir. Crece creyendo que Paul es su padre, hasta que descubra la verdad en Si hubiera espinas. Es un niño curioso, precoz, que se da cuenta de que no se parece a Paul y se pregunta por qué no tiene ningún interés en hacerse médico.

- Henrietta "Henny" Haya: criada del Dr. Sheffield, ayuda a Chris y Cathy cuando Carrie está enferma. Es capaz de oír pero no de hablar y se comunica mediante mensajes escritos. Es dulce y maternal, además de buena cocinera. Tiene problemas de sobrepeso que contribuyen a su muerte por un derrame cerebral.

- Theodore Alexander "Alex" Rockingham: novio de Carrie. Planeaba ordenarse sacerdote, pero le dice a Cathy que seguiría siendo electricista con tal de salvar la vida de Carrie: "Para mí, era una delicada muñeca que no sabía que era hermosa. Y si Dios permite que muera, nunca en esta vida volveré a creer en Él!"
- Abril Summers: segunda compañera de piso de Cathy. Se convierte al instante en amiga inseparable de Cathy.
- Sissy Towers: compañera de habitación de Carrie en la escuela primaria. Junto con otras chicas, la atormentaba Según cuenta Carrie, se ahogó cuando tenía doce años.

## Adaptación
En 2014, el libro fue adaptado como una película para la televisión con mismo nombre. A diferencia del libro, la película no empieza justo donde acaba Flores en el ático, sino que se salta diez años, hasta 1970. La protagonizan Rose McIver en el papel de Cathy y Wyatt Nash, interpretando a Christopher. Ambos toman el relevo, respectivamente, de Kiernan Shipka y de Mason Dye, que interpretaban a los dos personajes en la película anterior. Otros actores son Will Kemp, como Julián Marquet; Heather Graham, como Corrine; y Ellen Burstyn, como Olivia Foxworth. El rodaje comenzó el 25 de febrero de 2014, en Los Angeles y la película se estrenó el 26 de mayo de 2014, en el canal de televisión de pago Lifetime.